# Tridacna squamosa
Tridacna squamosa е вид мида от семейство Сърцевидки (Cardiidae). Възникнал е преди около 2,59 млн. години по времето на периода неоген. Видът не е застрашен от изчезване.

## Разпространение и местообитание
Разпространен е в Австралия, Американска Самоа, Британска индоокеанска територия, Вануату, Виетнам, Египет, Индия (Андамански острови, Лакшадвип и Никобарски острови), Индонезия, Кения, Кирибати, Мавриций, Мадагаскар, Малайзия, Малдиви, Маршалови острови, Мианмар, Микронезия, Мозамбик, Нова Каледония, Палау, Папуа Нова Гвинея, Самоа, Саудитска Арабия, Сейшели, Сингапур, Соломонови острови, Тайланд, Токелау, Тонга, Тувалу, Фиджи, Филипини, Френска Полинезия, Шри Ланка и Южна Африка. Внесен е в САЩ (Хавайски острови).
Вероятно е изчезнал в Северни Мариански острови и Япония.
Обитава пясъчните дъна на океани и рифове в райони с тропически климат. Среща се на дълбочина от 1 до 14 m, при температура на водата от 24,5 до 28,9 °C и соленост 33,7 – 36 ‰.